# كهف تريني
كهف تريني (بالألبانية: Shpella e Trenit) هو كهف يقع في جنوب غربي ألبانيا، على ساحل بحيرة بريسبا، ويتبع لمقاطعة كورتشي، ويبلغ طوله 20 متراً، ويتراوح عرضه بين 10 و12 متراً.